# Théorie des ensembles non bien fondés
La théorie des  ensembles non bien fondés est une variante de la théorie axiomatique des ensembles  qui permet aux ensembles de s'appartenir les uns aux autres sans limite.  Autrement dit, c'est une théorie des ensembles qui ne satisfait pas l'axiome de fondation. Plus précisément, dans la théorie des  ensembles non bien fondés, l'axiome de fondation de ZFC est remplacé par un axiome impliquant sa négation.
L'étude des ensembles non-bien-fondés a été initiée par Demetrius Mirimanoffdans une série d'articles qu'il a publié en français entre 1917 et 1920 et dans lesquels il énonce une distinction entre des suites bien fondées et des suites non bien fondées ; cependant il ne fait pas recours à un axiome de bonne fondation. Alors que plusieurs axiomatiques pour les ensembles non bien fondés ont été proposées par la suite, aucune n'a trouvé d'application jusqu'à ce que Peter Aczel propose sa théorie des hyper-ensembles en 1988.
La théorie des ensembles non-bien-fondés permet d'offrir des modèles pour la non-terminaison des calculs de processus en informatique (algèbre de processus), pour la linguistique et pour la sémantique du langage naturel. De plus elle a des applications en philosophie (paradoxe du menteur 
) et en analyse non standard.

## Après les paradoxes
Pour analyser les paradoxes de Burali-Forti et de Russell,
Demetrius Mirimanoff introduit, en 1917,  le concept de bonne fondation d'un ensemble:
Un ensemble est bien-fondé ssi il n'est pas à l'origine d'une suite d'appartenance infinie:
{\displaystyle x_{0}\ni x_{1}\ni x_{2}\ldots }
Grâce à l'axiome de fondation, dans ZFC, il n'y a pas de suite infinie descendante d'appartenance. En revanche, dans les variantes de ZFC sans l'axiome de fondation, il peut y en avoir, comme par exemple celle engendrée par un ensemble tel que {\displaystyle A\in A}.
Alors que Mirimanoff a introduit une notion d'isomorphisme entre ensembles potentiellement non bien fondés, il ne considère ni un axiome de fondation, ni un axiome d'anti-fondation.  En 1926 Paul Finsler introduit le premier axiome qui autorise les ensembles non bien fondés.  Mais après que Zermelo a adopté un axiome de fondation dans son propre système à la suite de travaux antérieurs de Von Neumann, l'intérêt pour les ensembles non bien-fondés s'estompe pour des décennies.  Cependant des prémices de la théorie des ensembles non bien fondés réapparaissent dans les nouvelles fondations de Quine, bien que ce soit une théorie des types plutôt qu'une théorie des ensembles.

## Indépendance de l'axiome de fondation
Plusieurs démonstrations de l'indépendance de l'axiome de fondation de ZF sont publiées dans les années 1950 en particulier par Paul Bernays en 1954, qui fait suite à une annonce du résultat en 1941 et par Ernst Specker qui donne une démonstration différente dans son habilitation en 1951 et qui publiera celle-ci en 1957. En 1957 est aussi publié le théorème de Rieger qui donne un cadre général pour ces démonstrations, réactivant ainsi l'intérêt pour les systèmes d'axiomes pour les ensembles non bien fondés.  C'est en 1960 que Dana Scott  (dans une communication non publiée) fait une nouvelle suggestion en proposant l'axiome qui est aujourd'hui appelé l'axiome d'anti-fondation de Scott.  Un autre axiome a été proposé par Maurice Boffa à la fin des années 1960 ; cet axiome qui est appelé l'axiome de superuniversalité est considéré par Aczel comme l'acmé de la recherche de la décennie. L'idée de Boffa est de faire que la théorie des ensembles s'éloigne le plus possible de la bonne fondation ou plus précisément autant que l'extensionnalité le permet.  L'axiome de Boffa implique que chaque relation extensionnelle au sens des ensembles est isomorphe au prédicat d'appartenance sur une classe transitive.

## La renaissance
En 1985, Marco Forti et Furio Honsell réactivent le sujet en empruntant à l'informatique, le concept de bisimulation.  En effet, des ensembles bisimilaires sont considérés indistingables donc égaux, ce qui renforce l'axiome d'extensionnalité.  Dans ce contexte, des axiomes qui contredisent l'axiome de fondation sont appelés des axiomes d'anti-fondation et un ensemble qui n'est pas nécessairement bien fondé est appelé un « hyper-ensemble ».
Il y a quatre axiomes d'anti-fondation, deux à deux indépendants.  Ils sont souvent identifiés par la première lettre de la liste qui suit.
1. AFA (‘Anti-Foundation Axiom’) – dû à M. Forti et F. Honsell (appelé aussi axiome d'anti-fondation d'Aczel),
2. SAFA (‘Scott’s AFA’) – dû à Dana Scott,
3. FAFA (‘Finsler’s AFA’) – dû à Paul Finsler,
4. BAFA (‘Boffa’s AFA’) – dû à Maurice Boffa.

Ils correspondent essentiellement à quatre notions différentes d'ensemble bien fondé. Le premier axiome, AFA, peut s'exprimer en termes de graphe orienté  pointé accessible : il affirme qu'un graphe orienté  pointé accessible est une « représentation » (en un sens qui se définit précisément) d'un et un seul hyper-ensemble[réf. nécessaire].  Dans ce cadre, on peut montrer que l'atome de Quine, qui satisfait l'équation Q={Q}, existe et est unique.   Il faut bien noter que la théorie des hyper-ensembles étend la théorie classique des ensembles, mais ne la remplace pas.   En effet, les hyper-ensembles qui sont bien fondés sont des ensembles au sens classique du terme.
Peter Aczel met tout cela en forme et présente la théorie des ensembles non bien fondés dans un livre devenu classique.